# Балка Водяна (ботанічний заказник)
Ба́лка Водяна́ — ботанічний заказник місцевого значення. Розташований у Покровському районі Донецької області біля селища Піски. Статус заказника надано рішенням облвиконкому № 9 10 січня 1979. Рішенням Донецької обласної ради від 4 березня 1999 року № 23/5-127 внесені зміни.
Площа — 5 га.
На території заказника росте оман високий — лікарська рослина.